# Hizaki Grace Project
HIZAKI Grace Project es el proyecto como solista de HIZAKI guitarrista que ya ha pasado por diferentes bandas del Visual kei. 

## Historia
Hizaki es un guitarrista Japonés, exintegrante de las bandas Garnet Grave, Crack Brain, Schwardix Marvally y Sulfuric Acid, ha lanzado 3 sencillos donde muestra un estilo propio aunque predomina un ritmo power/gótico. 
Su carrera podría dividirse en dos etapas, una donde simplemente es conocido como HIZAKI, su proyecto, y donde ha contado con distintos "invitados" como Seiji de Amadeus, Masaki de Sulfuric Acid o Yoshi de Refiena y ha grabado dos sencillos.
Luego de esto nació HIZAKI grace project conformada por él como guitarrista, Hikaru (ex.IZABEL VAROSA) como vocal y Yuu (ex.Jakura) como bajista.
El 1 de enero de 2006 se lanzó su primer álbum titulado Dignity of Crest con una nueva alineación la cual consta de HIZAKI, JUKA(ex. Moi dix Mois) como vocal, TERU(ex. Aikaryu) en la guitarrira, Yuu(ex. de Jakura, que ya estaba trabajando con Hizaki) como bajista y MIKAGE (ex. Babylon, que había colaborado con HIZAKI en su carrera solista y en Schwardix Marvally)en la batería. La edición limitada de este disco incluía el PV (Promotional Video) de la canción Philosopher.
En mayo de 2007 salió a la venta el DVD del concierto que dieron el 12 de febrero en el Meguro Rokumeikan titulado "Monsho" (Cresta), mientras que en septiembre de ese mismo año salió a la venta Ruined Kingdom que incluía tres temas inéditos y siete temas más grabados en vivo en el concierto del 12 de febrero. 
El 26 de diciembre de 2007 se lanzó un miniálbum titulado Curse of Virgo que incluyó 5 temas y todos eran instrumentales.
En el año 2016 Hizaki planea un evento donde tocarían algunas canciones de esta banda. Los miembros que le apoyarían serían los mismos que Versailles.

## Proyectos posteriores
Luego de la separación en marzo del 2007, sus miembros toman diferentes caminos. Juka se lanza a su carrera solista, mientras que Hizaki y Kamijo (ex.LAREINE) forman una nueva banda llamada Versailles a la que se unen dos miembros de la última alineación del HIZAKI grace project: Jasmine You en el bajo y TERU (ex.Aikaryu) en la guitarra confirmado como miembro oficial a partir del 28.07.07. Mikage recientemente terminó el tour con la banda 2:35.

## Miembros
- Hizaki - Guitarra y compositor
- Juka - Vocales
- Teru - Guitarra
- Jasmine You - Bajo †09.08.2009†
- Mikage - Batería

## Exmiembros
- Fu-ki - Vocales (Blood, Fugue and Cube)
- Masaki - Vocales (ex-Sulfuric Acid, Karasu, Back Bone, Isolation)
- Maaya - Vocales (ex-St Lapis, ex-Nude, ex-No God, ex-Jinsei Russian Roulette, ex-Kisaki & Kansai Kizoku, ex-Burning Fire, ex-999)
- Yoshi - Vocales (Lesty, Gift, Refiena, Dears, Grifman)
- Seiji - Vocales (ex-After Image, ex-Amadeus, ex-Brain Hacker, ex-AC Blandish, ex-Buzz, Moi dix Mois/Art Cube)
- Hikaru - Vocales (ex-Izabel Varosa)
- Kai - Batería (ex Schwardix Marvally, ex-Refiena, ex-Se'ikspia, ex-Burning Fire, ex-Killer Queen/Sherock, Serial Number)
- Juka - Vocales (ex-Moi dix Mois, proyecto solista, Node of Scherzo, XOVER (Shaura), VII Sense)

## Discografía

### Material como Hizaki
- Maiden Ritual (miniálbum)[2004.09.29]
- Maiden Ritual -experiment edition- (miniálbum)[2004.09.29]
- Dance with Grace (miniálbum)[2005.04.27]
- Grace Special Package (box) [2005.04.27]

### Material como Hizaki Grace Project
- Graceful Playboys [omnibus]
- Unique [couple CD junto a +ISOLATION]
- SUMMIT 03 [omnibus]
- Dignity of Crest [Álbum + DVD]
- Monshou [Live DVD]
- Ruined Kingdom [Álbum]
- Curse Of Virgo [Mini Álbum]